# 팽창제
팽창제(膨脹劑, leavening agent)는 밀가루 반죽을 부풀게 하는 물질을 총칭하는 말이다. 팽창제는 반죽 혼합물 안에서 가스를 분출시켜 반죽을 팽창시키거나 구멍을 뚫어 빵을 부드럽게 하는 역할을 한다.

## 종류
팽창제는 기체 형성을 목적으로 첨가한다.

### 생물 팽창제
- 효모

효모는 많은 종류의 빵에서 팽창제로 사용된다. 효모를 이용한 팽창에는 대개 한나절이 넘게 걸리나, 시간을 단축해주는 화학 팽창제보다 효모는 깊은 맛을 더해주기 때문에 여전히 널리 사용되고 있다.
- 맥주

맥주 안의 효모를 이용한다. 맥주빵은 팽창제를 맥주로 사용한 빵이다. 팽창제로 맥주를 이용하는 방법에는 효모가 위에 떠있는 맥주를 이용하는 상면발효 법과 효모가 가라앉는 맥주를 이용하는 하면발효 법이 있다. 하면발효 법은 빵에 더욱 깊은 맛을 낼 수 있다.
- 클로스트리디움 퍼프린젠스

수소기체를 발생시키며 솔트라이징 브레드의 팽창에 사용된다.
- 케피르

### 화학 팽창제
크게 화학 팽창제는 저분자량 유기산 혹은 산성염과  소금, 탄산 수소 나트륨의 반응을 통한 이산화탄소 가스 배출 유도 작용을 하는 종류와 타르타르 산 혹은 주석영이 포함되어 실온에서 단독으로 작용하는 종류로 나뉜다. 베이킹 파우더는 화학 팽창제 중 가루 형태로 된 모두를 일컫는 말이다. 가장 많이 쓰이는 베이킹 파우더는 황산알루미늄나트륨과 인산칼슘의 혼합물이다. 생물 팽창제보다 매우 짧은 시간 안에 팽창과 휴지를 마칠 수 있다.
- 베이킹파우더
- 탄산 수소 나트륨(베이킹 소다)

## 공기의 이용
그러나 첨가제 없이도 반죽을 세차게 저어 공기를 반죽으로 넣으면, 거품이 일고 공기가 팽창제의 역할을 하게 된다. 달걀 흰자는 빵을 굽는 과정에서 수분이 빠져나가도 부푼 상태를 그대로 유지할 수 있도록 하기 위해 많은 거품을 내기 때문에 이 작업에 잘 어울리며, 밀가루를 팽창시키는 단백질인 글루텐 역시 휘저었을 때 기포를 발생시킨다. 흰자는 주로 부드러운 식감을 주는 케이크 및 카스테라 등의 제빵에 이용되며, 글루텐은 과자류의 제빵에 이용된다.

## 소금의 이용
가끔씩 소금이 팽창제로 이용되는 빵을 볼 수 있다. 이런 빵은 솔트라이징 브레드라 불리는데 이 빵의 재료와 효모가 반응하면 깊은 맛이 사라지기 때문에 솔트라이징 브레드를 만들 때에는 오히려 효모균의 발생을 막는다. 이런 종류의 빵은 만드는 시간이 길며 특히 배양 시간은 10시간 남짓으로 매우 길다.

## 같이 보기
- 발효제